# 伊東歌詞太郎
伊東歌詞太郎（いとう かしたろう、7月25日 - ）は、日本のシンガーソングライター。東京都出身。血液型はA型。身長180.5cm、体重60.5kg。
イトヲカシでの活動は、該当記事を参照。

## 来歴
- 2012年
  - 動画投稿サイト「ニコニコ動画」に自らの歌唱動画を投稿開始。
  - 12月31日、自主制作CD『my little white cat』をリリース[1]。
- 2014年
  - 1月22日、TOY'S FACTORYより1st Full Album『一意専心』でメジャー・デビュー。週間オリコンランキング4位を獲得。
- 2015年
  - 4月8日、2nd Full Album『二律背反』リリース。週間オリコンランキング6位を獲得[2]。
  - 12月30日、舞台『ジアース アート ネオライン 神聖創造物』～その老人は 誰よりも 若かった～」テーマソング「Role Praying」を書き下ろす[3]。
- 2016年
  - 3月18日、ライブ会場・通販限定CD『ほしねこ』発売[4]。
  - 4月9日、BSSラジオ（山陰放送）でレギュラーラジオ「伊東歌詞太郎の僕だけのロックスター☆ラジオ」がスタート。
  - 7月27日、クレイ勇輝（ex.キマグレン）solo Album『AGAIN-また夏に会いましょう-』収録「星を探して」を作曲提供[5]。
  - 9月18日、福島「うつくしまYOSAKOIまつり　おもてなし温楽彩」に出演。この出演のためによさこいテーマソング「百火繚乱」を書き下ろす[6]。
- 2017年
  - 8月14日、レギュラーラジオ「僕だけのロックスター☆ラジオ」初の公開録音を鳥取県・TSUTAYA角盤町店で実施。
  - 10月4日、3rd Full Album『二天一流』リリース[7]。自主レーベル「イザナギレコード」発足[8]。
  - 10月25日～11月10日、ワンマンライブツアー『火鳥風月』開催[9]。
  - 10月30日、ギター弾き語り　譜面集～音楽の入り口～発売[10]。
  - 11月2日、ワンマンライブ大阪公演のアンコールでレギュラーラジオ「僕だけのロックスター☆ラジオ」公開録音をサプライズ開催する。
- 2018年
  - 1月末、声帯結節の手術を行う。
  - 3月12日、発声許可がおりる。
  - 5月11日、歌唱許可がおりる。
  - 5月16日、初の著書『家庭教室』発売[11]。
  - 5月24日、著書『家庭教室』重版出来発表。
  - 5月26日、レギュラーラジオ「僕だけのロックスター☆ラジオ」が放送100回を迎える。
  - 7月25日、CD『BLANK DISK』発売[12]。
  - 9月8日、CD『WEST SIDE STORY』発売[13]。
  - 12月21日、CD『From Far East 21』発売。
- 2019年
  - 1月3日、新曲「＆LOID」を中国で発表[14]。
  - 1月19日～1月20日、中国ワンマンツアー『桃園の誓い』を北京／上海にて開催。
  - 4月26日、楽曲「つながって」が、『ぷよぷよ』のeスポーツ大会応援ソングに決定[15]。
  - 5月16日、OFFICIAL FAN CLUB 「Home Town」開設[16]。
  - 7月23日、舞台「ABSO-METAL」に書下ろし主題歌を提供[17]。
  - 8月31日、CD『Overture』発売[18]。
  - 8月31日～10月20日、ワンマンライブツアー『君住む街へ』開催。
  - 11月2日～11月17日、ワンマンライブツアー『君住む街へ 阪名東編 ～マイホームタウンへ～』開催[19]。
  - 12月7日～12月8日、中国ワンマンツアー『桃園の誓い２』を成都／広州にて開催[20]。
- 2020年
  - 1月25日、京都市主催「ヒューマンステージ・イン・キョウト」へトーク＆ライブ出演。
  - 2月21日、純粋カフェ・ラッテ Full Album『追い風フォルテシモ』収録「Very Star」を作曲提供。
  - 7月22日、初のエッセイ『僕たちに似合う世界』を発売。
  - 7月24日、初の無観客配信ワンマンライブ『Live in Astra』開催。
  - 7月29日、CDシングル『記憶の箱舟』を発売[21][22]。（アニメ「デカダンス」エンディング楽曲[23]）
  - 11月14日、自身初となるクラッシック編成での無観客配信ライブ『Live Classics』開催。
- 2021年
  - 2月10日、舞台「ABSO-METAL2」に書下ろし主題歌を提供。
  - 2月10日、CD『WORLD'S END ～SONGS of ABSO-METAL～』発売。
  - 2月11日～4月2日、ワンマンライブツアー『プレアデス』開催。
  - 3月3日、植田圭輔 3rdCD『canvas』収録「キャンバス」「HELLO!」を楽曲提供＆プロデュース。
  - 3月7日、配信SG「Deep Blue」が、BS日テレ連続ドラマ『山村美紗サスペンス 小説家探偵 鍋島仙太』の主題歌に決定[24]。
  - 4月10日、『プレアデス』ツアー公演のライブを収録したスペシャル配信ライブを開催。
  - 5月21日、配信SG「スプリングルズ・サワークリーム」リリース。（TVアニメ「幼なじみが絶対に負けないラブコメ」挿入歌[25]）
  - 7月25日、ワンマンLIVE「からだ」を開催。このライブでビクターエンタテインメント内のCONNEXTONEに所属し、メジャーに復帰することを発表し[26]、マネジメントについても同社が担当することが決定した[27]。
  - 11月26日、CDシングル『真珠色の革命』を発売。（アニメ「ディープインサニティ ザ・ロストチャイルド」エンディング楽曲）
- 2022年
  - 2月16日、初のベスト・アルバム『三千世界』発売[28]。
  - 2月16日、アーティストBOOK『ミュージック・クロニクル「一唱懸命」』発売。
  - 4月27日、CDシングル『サイレントマイノリティー』を発売。（アニメ「乙女ゲー世界はモブに厳しい世界です」オープニング楽曲）
  - 5月3日～7月23日、ワンマンライブツアー『三千世界』『Re:三千世界』開催。
  - 11月2日、CDシングル『革表紙／ひなたの国』を発売。（アニメ「虫かぶり姫」エンディング楽曲／アニメ「夜は猫といっしょ」主題歌）
  - 11月30日、4ヶ月連続配信リリース第一弾『Storyteller』配信開始。
  - 12月23日、4ヶ月連続配信リリース第二弾『senseitoseito』配信開始。
  - 12月23日、「Live Classics Vol.3 ～Starlight symphony～」開催。
- 2023年
  - 1月18日、4ヶ月連続配信リリース第三弾『Virtualistic Summer』配信開始。
  - 2月10日、4ヶ月連続配信リリース第四弾『STARLIGHT』配信開始。
  - 2月11日～5月5日、ワンマンライブツアー『Storyteller』開催。
  - 7月26日、CDシングル『ヰタ・フィロソフィカ／猫猫日和』を発売。（アニメ「わたしの幸せな結婚」エンディングテーマ／アニメ『夜は猫といっしょ Season2』主題歌）
  - 7月29日、トーク＆アコースティックライブ「笑っていとうも！」開催。
  - 8月21日～10月15日、コロナ禍以降初の路上ライブツアー開催。
  - 10月27日、29日、国際交流基金主催 日本ASEAN友好協力50周年記念「伊東歌詞太郎 ASEAN ツアー 2023 in the Philippines and Vietnam」開催。
  - 11月8日、オリジナルフルアルバム『魔法を聴く人』発売。
  - 11月25日～12月16日、ワンマンライブツアー『主人公を訪ねて』開催。
  - 12月22日、「Live Classics Vol.4 〜Visit the Stars〜」開催。

## 人物
歴史が好きで、インターネットで活動する際に、好きな新撰組の隊士を伊東甲子太郎と答えたところから「甲子」を音楽に関連した「歌詞」に替え、「伊東歌詞太郎」と命名した。
好きな歴史の時代は縄文時代・弥生時代・幕末・戦国など。動植物が大好きで、自宅で猫二匹を飼っている（メス：みみ、オス：ぽん太）。
大学生時代に年間1000冊の本を読んだことがあるほど、文学好き。好きな作家は、宮沢賢治、夏目漱石、川端康成など。好きな漫画は「幽☆遊☆白書」「3月のライオン」。国語が得意で、昔塾講師や家庭教師をしていた。
愛用するギターはギブソン・J-45。
ジーンズが好き（生地や形にこだわるタイプでコレクターではない）。
中学生の頃よりバンド活動を開始。バンドマン時代に観葉植物やティッシュを食べていたことを生放送で告白している。
荒川の土手を母親の運転する自転車に乗って走っていたとき、通りすがりの見ず知らずの人に自転車を蹴られ、母親と土手を転げ落ちたのが最古の記憶である。
ネットで活動を開始する際に、第六感で顔を隠そうと思い、Amazon.co.jpで「お面」と検索して一番上に出てきたのが狐のお面だったことから現在も着用している。歌詞太郎本人もそのお面を今もamazonで購入している。
学生時代の同級生の宮田“レフティ”リョウとのユニット“イトヲカシ”では2013 - 2014年に47都道府県フリーライブを行う。同時に、日本の最四端（宗谷岬・納沙布岬・与那国島・波照間島）での路上ライブを決行。フリーライブの実施は、動画を投稿し再生数を見た時に、再生数分のリスナーに対して直接「ありがとう」を伝えたいと思ったのがきっかけだと様々なところで本人が話している。
これまでニコニコ動画に投稿した自身による歌唱動画の総再生数は5,800万回を超えている。

## ディスコグラフィ
最高位は、オリコンウィークリーチャートに基づく。

### 書籍
| 発売日        | タイトル           | 発売元   | ISBN           |
| ------------- | ------------------ | -------- | -------------- |
| 2018年5月16日 | 家庭教室           | KADOKAWA | 978-4048961417 |
| 2020年7月22日 | 僕たちに似合う世界 | KADOKAWA | 978-4048967839 |

### タイアップ
| 曲名                           | タイアップ                                                       | 時期   |
| ------------------------------ | ---------------------------------------------------------------- | ------ |
| ポプラの丘で風が吹く           | ポプラ「秋のお菓子フェア2014」キャンペーンソング                 | 2014年 |
| By Your Side                   | 「ダイハツ COPEN XPLAY プロジェクト」テーマソング                | 2014年 |
| One Step Ahead                 | KBCラジオ「VERO Q火曜日」エンディングテーマ                      | 2014年 |
| つながって                     | ぷよぷよeスポーツ応援ソング                                      | 2019年 |
| 記憶の箱舟                     | TVアニメ「デカダンス」エンディングテーマ                         | 2020年 |
| 僕たちに似合う世界             | エッセイ「僕たちに似合う世界」イメージソング                     | 2020年 |
| Deep Blue                      | BS日テレドラマ「山村美紗サスペンス 小説家探偵 鍋島仙太」主題歌   | 2021年 |
| スプリングルズ・サワークリーム | TVアニメ「幼なじみが絶対に負けないラブコメ」挿入歌               | 2021年 |
| 真珠色の革命                   | TVアニメ「Deep Insanity THE LOST CHILD」エンディングテーマ       | 2021年 |
| UNDEAD-NOID                    | Webアニメ「Shenmue the Animation」オープニングテーマ             | 2022年 |
| サイレントマイノリティー       | TVアニメ「乙女ゲー世界はモブに厳しい世界です」オープニングテーマ | 2022年 |
| メロディックロードムービー     | アニメ映画「異世界かるてっと 〜あなざーわーるど〜」主題歌        | 2022年 |
| 絆傷(キズナキズ)               | TBS系プロ野球中継『S☆1 BASEBALL』テーマソング                    | 2022年 |
| ひなたの国                     | TVアニメ「夜は猫といっしょ」主題歌                               | 2022年 |
| 革表紙                         | TVアニメ「虫かぶり姫」エンディングテーマ                         | 2022年 |
| 猫猫日和                       | Webアニメ「夜は猫といっしょ」Season2主題歌                       | 2023年 |
| ヰタ・フィロソフィカ           | TVアニメ「わたしの幸せな結婚」エンディングテーマ                 | 2023年 |
| 修羅日記                       | TVアニメ「異世界失格」オープニングテーマ                         | 2024年 |
| 愛さずにはいられない           | Webアニメ「夜は猫といっしょ」Season3主題歌                       | 2024年 |
| 月影おくり                     | TVアニメ「わたしの幸せな結婚」第二期エンディングテーマ           | 2025年 |

### 楽曲提供

#### CD
- 『AGAIN-また夏に会いましょう-』（2016年7月26日発売）
  - クレイ勇輝（ex.キマグレン）のアルバム。「星を探して」の作曲を担当。
- 『いっそやみさえうけいれて』（2017年5月17日発売、Brand-New Music、BNSU-0001）
  - 真空ホロウのアルバム。「さかみち」の作詞作曲を担当。
- 『Glory』（2018年12月19日発売、AVCD-96058）
  - U-KISSのアルバム。「Glory」の作詞作曲を担当。
- 『追い風フォルテシモ』（2019年2月21日発売、DAKSYL-2）
  - 純粋カフェ・ラッテのアルバム。「Very Star」の作詞作曲を担当。
- 『Canvas』(2020年3月3日発売)
  - 植田圭輔のアルバム。「キャンバス」「HELLO!」の作曲を担当。

#### 書き下ろし楽曲
- 太鼓の達人レッドver（2014年）
  - 「タイムトラベラー」
- 舞台「『ジアース アート ネオライン 神聖創造物』～その老人は 誰よりも 若かった～」（2015年）
  - テーマソング「Role Praying」
- 「うつくしまYOSAKOIまつり　おもてなし温楽彩」よさこい（2016年）
  - テーマソング「百火繚乱」
- TASCAM『MiNiSTUDIOシリーズ』（2016年）
  - イメージソング「IMAGINE」
- テレビ番組「鈴木ちなみの元気のみなもと～ちなみな～2nd Stage」（2017年）
  - 番組テーマソング「EAT THE WORLD」
- 舞台「牙狼＜GARO＞ - 神ノ牙 覚醒 -」（2017年）
  - テーマソング「Heeler」
- 太鼓の達人イエローver（2017年）
  - 「鏡の国のアリス」
- ぷよぷよeスポーツ応援ソング（2019年）
  - 「つながって」
- 舞台「ABSO-METAL」（2019年）
  - テーマソング「革命トライアングル」
- 舞台「ABSO-METAL2」（2021年）
  - テーマソング「WORLD'S END」

### 参加作品
- 『脳漿炸裂ガール』（2012年12月28日発売、KITTY、KTCD-1012）
  - 「脳漿炸裂ガール」で参加。
- 『学園四想譚』（2012年12月31日発売）
  - 「恋はなび」で参加。
- 『VOCAROCK collection 歌ってみた』（FARM RECORDS、2013年4月24日発売、FARM-0331）
  - VOCALOIDを用いたロックの楽曲のカバーを収録したコンピレーション・アルバム。「GALLOWS BELL」「古書屋敷殺人事件」「アイロニ」「カゲロウデイズ」で参加。
- 『艶唄-ADEUTA-』（2013年5月29日発売、ティームエンタテインメント、KDSD-632）
  - 「強烈な色」「月色回帰」で参加。
- 『クリック ～泣き歌で歌ってみた～ プリンス盤』（2013年5月29日発売、DefSTAR RECORDS、DFCL-2006）
  - 「Dear」「letter song」で参加。
- ベストカバーズ〜もっと日本。〜 / （2013年7月31日発売、アリオラジャパン、BVCL-519）
  - 中孝介のカバーアルバム。「桜ノ雨」で参加。
- 『7S』（2016年11月23日発売、Sony Records、SRCL-9228）
  - 96猫のミニアルバム。「フタリボシ」で参加。
- 『羞恥心に殺される』（2020年8月26日発売、バンダイナムコアーツ、LACA-9749～9750）
  - れるりりの10周年アルバム。「Q極進化論」で参加。
- 『ULTRA FLASH』（2022年5月25日発売、KADOKAWA、ZMCZ-15571～15572）
  - 鈴木このみの10周年アルバム。「メロディックロードムービー」で参加。
- 『Ratimeria』（2025年5月14日発売、フライングドッグ、VTZL-254）
  - りぶのオリジナルアルバム。初回限定盤に「修羅薔薇」で参加。

## ライブ・イベント

### ワンマンライブ
| 日程           | タイトル                                   | 公演規模・会場                |
| -------------- | ------------------------------------------ | ----------------------------- |
| 2016年12月15日 | 伊東歌詞太郎 ～冬空のむこう～              | 大阪 味園ユニバース           |
| 2016年12月25日 | 伊東歌詞太郎 ～冬空のむこう～              | 東京 恵比寿ガーデンホール     |
| 2018年7月25日  | HAPPY REBIRTHDAY                           | 東京 TSUTAYA O-EAST           |
| 2018年9月6日   | HAPPY UNBIRTHDAY TO YOU                    | 岸和田市立浪切ホール 大ホール |
| 2021年7月25日  | 伊東歌詞太郎 ワンマンLIVE 2021 「からだ」  | Veats SHIBUYA                 |
| 2022年7月25日  | 伊東歌詞太郎ワンマンLIVE「シン・三千世界」 | Veats SHIBUYA                 |

### プラネタリウムライブ
| 日程                   | タイトル                                        | 公演規模・会場                                               |
| ---------------------- | ----------------------------------------------- | ------------------------------------------------------------ |
| 2016年10月22日         | 満天のうた                                      | 多摩六都科学館                                               |
| 2025年３月14日-3月15日 | 伊東歌詞太郎 LIVE in the DARK -Planetary Orbit- | コニカミノルタプラネタリウム天空 in東京スカイツリータウン(R) |

### イベント
- 伊東歌詞太郎 自主企画ツーマンライブ

| 日程          | タイトル      | 公演規模・会場      | ゲスト       |
| ------------- | ------------- | ------------------- | ------------ |
| 2015年2月25日 | 唯心縁起その1 | 大阪BIG CAT         | ケラケラ     |
| 2015年3月31日 | 唯心縁起その2 | 渋谷 TSUTAYA O-WEST | LOST IN TIME |
| 2015年9月26日 | 唯心縁起その3 | 名古屋 ボトムライン | SAKANAMON    |

- 小説「家庭教室」出版記念朗読会

|       | 日程                | 会場     |
| ----- | ------------------- | -------- |
| 第1章 | 2018年4月25日（水） | 都内某所 |
| 第2章 | 2018年5月2日（水）  | 都内某所 |
| 第3章 | 2018年5月9日（水）  | 都内某所 |
| 第4章 | 2018年5月18日（金） | 都内某所 |

- 出版記念「家庭教室」朗読会＆小説家ニコニコワークショップ

|       | 日程                | 会場         |
| ----- | ------------------- | ------------ |
| 第1回 | 2018年4月12日（木） | ニコニコ本社 |
| 第2回 | 2018年5月17日（木） | ニコニコ本社 |

## レギュラー番組

### ラジオ

#### 伊東歌詞太郎の僕だけのロックスター☆ラジオ
2016年4月9日、BSSラジオ（山陰放送）で放送開始。
当初は山陰放送で第2週・第4週に放送。半年後の10月から毎週放送に拡大された。2019年4月より山陰放送が制作から撤退し、2021年3月22日の週 (月～金曜に放送する局は第247回、土・日曜に放送する局は第248回) をもって一旦放送を休止。
オープニング曲は「僕だけのロックスター」のインスト版、エンディング曲は「パラボラ～ガリレオの夢～」(いずれも、2ndアルバム「二律背反」収録曲)
放送局・放送時間
放送局名は番組ホームページ内の表記に準じる。
| 放送局                               | 放送時間                                           | 放送開始日    |
| ------------------------------------ | -------------------------------------------------- | ------------- |
| BSSラジオ（山陰放送）                | 土曜23:00～23:30                                   | 2016年4月9日  |
| HBCラジオ（北海道放送）              | 日曜24:00～24:30→日曜25:00～25:30                  | 2016年10月1日 |
| KBS京都（京都放送）                  | 木曜20:30～21:00→月曜20:30～21:00                  | 2017年4月1日  |
| RSKラジオ（RSK山陽放送）             | 土曜23:00～23:30→日曜24:00～24:30                  | 2017年4月1日  |
| KRYラジオ（山口放送）                | 土曜18:30～19:00→日曜20:00～20:30                  | 2017年10月1日 |
| 熊本放送                             | 日曜17:00～17:30→金曜22:30～23:00→木曜23:30～24:00 | 2017年10月1日 |
| MRTラジオ（宮崎放送）                | 日曜19:30～20:00→日曜21:00～21:30                  | 2018年4月1日  |
| OBS大分放送                          | 月曜21:30～22:00→月曜19:00～19:30                  | 2019年4月1日  |
| ラジオ福島                           | 金曜22:30～23:00                                   | 2019年4月5日  |
| NBCラジオ・NBCラジオ佐賀（長崎放送） | 日曜22:30～23:00→土曜18:00～18:30                  | 2019年4月7日  |
| SBSラジオ（静岡放送）                | 日曜25:00～25:30→日曜18:30～19:00→金曜23:00～23:30 | 2019年10月6日 |

過去のネット局
- BSNラジオ（新潟放送）
- RCCラジオ（中国放送）
- CRTラジオ（栃木放送）
- ぎふチャン（岐阜放送）
- KNBラジオ（北日本放送）
- MROラジオ（北陸放送）
- RBCiラジオ（琉球放送）
- YBCラジオ（山形放送）

| BSSラジオ 土曜 23:00 - 23:00 | BSSラジオ 土曜 23:00 - 23:00              | BSSラジオ 土曜 23:00 - 23:00 |
| 前番組                       | 番組名                                    | 次番組                       |
| ---------------------------- | ----------------------------------------- | ---------------------------- |
| ?                            | 伊東歌詞太郎の僕だけのロックスター☆ラジオ | TALK ABOUT ※30分延長         |

#### A&G ARTIST ZONE THE CATCH 伊東歌詞太郎のTHE CATCH
2020年8月に1ヶ月限定で担当した、文化放送超!A&G+『A&G ARTIST ZONE THE CATCH』の木曜パーソナリティを同年10月1日から2023年3月30日まで務めた。全131回。
| 放送局  | 放送時間                                           | 放送期間                      |
| ------- | -------------------------------------------------- | ----------------------------- |
| 超!A&G+ | 毎週木曜 18:00 - 19:00（再配信: 翌日 6:00 - 7:00） | 2020年10月1日 - 2023年3月30日 |

#### 伊東歌詞太郎の斬らず語り
NACK5『Hit Hit Hit!!』内コーナー。2024年3月1日から金曜深夜 (土曜未明) 26:40 - 27:00に放送されている。

## 出演・講演

### 講演会
- 2019年7月7日 　岡山県　玉野市立図書館・中央公民館

　　『伊東歌詞太郎　講演会（トーク＆ライブ）』
- 2020年1月25日　京都府　ロームシアター京都サウスホール

　　『ヒューマンステージ・イン・キョウト 2020　伊東歌詞太郎トーク＆ライブ』

### 舞台
- 朗読劇　大人の麦茶の朗読の時間 「DAY IN A SUN～一日だけ日の目を見る日」

### 雑誌
- 2.5SongMATE 2014年2月号 （2013年12月20日、フールズ・メイト）JAN 491-0169010245
- 2.5SongMATE 2014年6月号 （2014年4月21日、フールズ・メイト）JAN 491-0169010641
- click clap!! 2015年5月号 （2015年3月20日、グリニッジクリエイティブマネジメント・メイト）JAN 491-0133350551
- 2.5SongMATE 2015年6月号  （2015年4月20日、フールズ・メイト）JAN 491-0169010658
- BACKSTAGE PASS  2017年3月号 （2017年1月27日、シンコーミュージック）JAN 491-0175570375
- BACKSTAGE PASS  2017年7月号（2017年5月27日、シンコーミュージック）JAN 491-0175570771

### トークイベント
- 朝日新聞社主催・中高生応援フェア「夢をかたちに！」(2017年12月22日浜離宮朝日ホール 小ホール)